# Acqui FC
Acqui Football Club (zkráceně jen Acqui) je italský fotbalový klub hrající v sezóně 2022/23 v 5. lize Eccellenza Piemont a Údolí Aosty. Sídlí ve městě Acqui Terme v regionu Piemont.
Tento klub vznikl po bankrotu starého klubu v roce 2020, ale rozhodl se pokračovat ve fotbalové tradici vzniklé v roce 1907, když byl založen Fratellanza Ginnastica Savonese.

## Změny názvu klubu
- 1911 – 1922/23 – Acqui FBC (Acqui Foot Ball Club)
- 1923/24 – 2011/12 – Acqui US (Acqui Unione Sportiva)
- 2011/12 – 2013/14 – ASD Acqui 1911 (Associazione Sportiva Dilettantistica Acqui 1911)
- 2014/15 – 2016/17 – SSD Acqui Calcio 1911 (Società Sportiva Dilettantistica Acqui Calcio 1911)
- 2017/18 – SSD FC Acqui Terme (Società Sportiva Dilettantistica Football Club Acqui Terme)
- 2018/19 – SSD Acqui FC (Società Sportiva Dilettantistica Acqui Football Club)

## Historie
Fotbalový klub byl založen 1911 jako Acqui Foot Ball Club. První sezonu odehrál v sezoně 1913/14, a to ve druhé lize. V následující sezoně byl pozván do nejvyšší ligy, kde skončil ve své skupině na 5. místě. Po velké válce se přihlásil do nižší ligy. Během let 1920 až 1923 nehrál vůbec. Poté se sloučil s jiným klubem US La Bagni. Od sezony 1927/28 odehrál pět sezon po sobě ve třetí lize. Další účasti ve třetí lize zaznamenal v období 1933/34 až 1947/18. Poté se klub v této lize již nikdy neukázal.
Nejhorší období klub zažil během sezony 2016/17, když hrál pátou ligu. V prvních 13 kolech odehrál devět utkání a byl vyloučen z ligy a klub se rozpadl. Na sezonu 2017/18 se klub přihlásil do regionální soutěže (Promozione – 6. liga), kterou v sezoně 2019/20 vyhrál a postoupil do páté ligy, kterou hrál i v sezoně 2022/23.

## Účast v ligách
| Úroveň soutěže | Název soutěže (nynější název) | První hraná sezona | Poslední hraná sezona | celkem odehraných sezon |
| -------------- | ----------------------------- | ------------------ | --------------------- | ----------------------- |
| 3              | Serie C                       | 1929/30            | 1947/48               | 15                      |
| 4              | Serie D                       | 1948/49            | 2015/16               | 22                      |
| 5              | Eccellenza                    | 1995/96            | 2022/23               | 18                      |